# Cabestany
Cabestany es una localidad y comuna francesa situada en el departamento de los Pirineos Orientales, en la región de Occitania, en el barrio de Perpiñán Sur. Tenía 8.395 habitantes en 2007, los cuales reciben el gentilicio en catalán cabestanyencs.

## Geografía
Cabestany es un municipio de 10,42 kilómetros cuadrados, situado en la llanura costera del Rosellón (comarca histórica del Rosellón), justo al sureste de Perpiñán y cerca del estanque de Canet-en-Roussillon. Su territorio se extiende entre los ríos Têt (Tet) y Réart. Se trata en conjunto de una antigua zona pantanosa, ocupada antaño por estanques hoy desecados. El territorio agrícola, esencialmente consagrado a la vid, se ha reducido considerablemente desde hace una treintena de años debido a la extensión de las zonas urbanizadas.
Limita con Perpiñán, Canet-en-Roussillon, Saint-Nazaire y Saleilles.

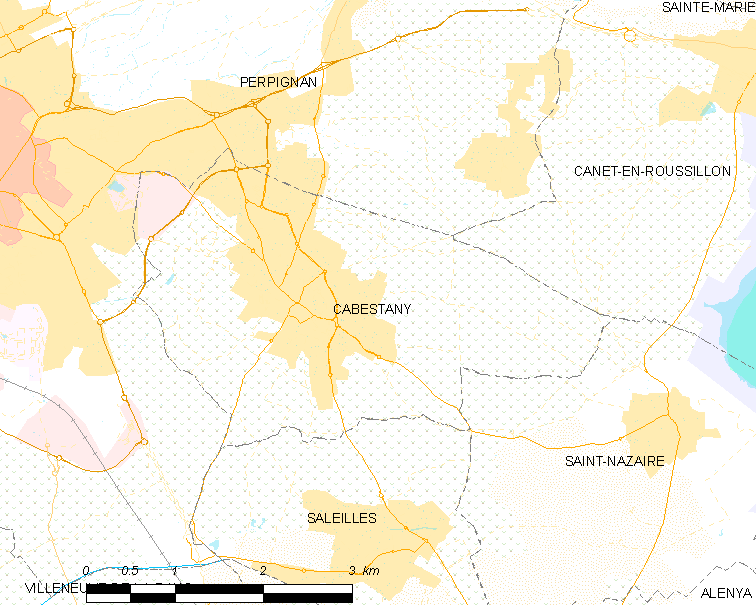
Situación de Cabestany

## Gobierno y política

### Alcaldes
| Alcalde                | Período         |
| ---------------------- | --------------- |
| Mare Beille            | ?-Junio 1815    |
| Jean Berga             | Junio 1815-1825 |
| Antoine Meunier        | 1825-1831       |
| Augustin Oriola        | 1831-1834       |
| Pierre Berga           | 1834-1837       |
| Joseph Sabardeil       | 1837-1848       |
| Joseph Gely            | 1848-1848       |
| Louis Sabardeil        | 1848-1852       |
| Joseph Pons            | 1852-1855       |
| Victor Battle          | 1855-1868       |
| Michel Fort            | 1868-?          |
| Jean Camo              | 1870-1874       |
| Louis Sabardeil        | 1874-1876       |
| Pierre Pastor          | 1876-1878       |
| Jean Nogues            | 1878-1881       |
| Joseph Cavaille        | 1881-1882       |
| Emmanuel Pairi         | 1882-1883       |
| François Badie         | 1883-1884       |
| Théodore Carrere       | 1884-1886       |
| Étienne Casadamont     | 1886-1893       |
| Jean Fort              | 1893-1909       |
| Jacques Comignan       | 1909-1912       |
| François Sagui Escudie | 1912-1921       |
| François Pomarede      | 1921-1924       |
|                        |                 |
| Jean Vila              | 1977-           |

## Demografía
| 1,155 | 1,346 | 3,390 | 6,221 | 7,513 | 8,259 | 9,683 |
| Para los censos de 1962 a 1999 la población legal corresponde a la población sin duplicidades (Fuente: INSEE [Consultar]) |       |       |       |       |       |       |

## Lugares de interés
- Museo dedicado al célebre escultor medieval Maestro de Cabestany.
- Gran complejo médico destacando en varias especialidades.

## Personalidades relacionadas con la comuna
Un hijo ilustre es el trovador Guillem de Cabestany. También da nombre al escultor medieval conocido como Maestro de Cabestany, autor, entre otras, de la parcialmente desaparecida portada del Monasterio de Sant Pere de Rodes.